# 中国共产党福州市委员会
26°04′40″N 119°17′35″E / 26.07779°N 119.29292°E
中国共产党福州市委员会，简称（中共）福州市委，是中国共产党在中华人民共和国福建省省会福州市的领导机关，由中国共产党福州代表大会选举产生，在大会闭幕期间执行大会的决议，接受中共中央和中共福建省委的指示，并定期向中共福建省委汇报工作。目前，中共福建省委副书记郭宁宁兼任该委员会书记，吴贤德、陈云水担任该委员会副书记。

## 沿革
1949年8月17日，中国人民解放军攻入福州。同年9月15日，中共福州市委成立，当时有委员9名，中共中央任命韦国清为市委书记，许家屯、林修德分别任市委第一、第二副书记市委，未设常委会。1950年1月，书记韦国清调离，由副书记许家屯主持工作。1950年4月，中共中央华东局批准，中共福州市委设常务委员。同年10月，中共中央任命许家屯为市委书记，常委增至7人。1952年10月，许家屯调离，许亚为市委书记。1953年7月，任命赵峰为市委第一副书记，张传栋为第二副书记。1954年4月，王一平为市委代理书记。1955年，王一平调回中央，同年8月-9月，中共中央分别任命黄国璋、王洪祥为市委副书记。同年10月，第一副书记赵峰调离。1956年6月，福州召开中共福州市委第一次代表大会。
文化大革命期间，受上海一月风暴影响，造反派冲击中共福州市委各工作机关，随后市委处于瘫痪。1968年8月19日，成立福州市革命委员会。1970年9月17日，成立中共福州市革委会核心小组，贺梦先担任组长。1970年12月，彭允太接任组长。1971年5月，恢复中共福州市委。1971年5月，中共福州市第三次代表大会召开，选举出书记彭允太。1973年2月，彭允太调离，袁改接任市委书记。
1976年10月，文化大革命结束后，同年11月，市委副书记柳士义调离。1977年，市委结合“一批两打”（揭批“四人帮”罪行、打击贪污盗窃、打击投机倒把）整顿党的基层组织等，对各级领导班子做了较大的调整和变动。同年12月，市委书记袁改调离，蔡良承接任市委书记。1978年4月中共福州市第四次代表大会召开，完全恢复中共福州市委功能。1984年12月，中共福州市第五次代表大会召开。1990年8月，中共福州市第六次代表大会召开。

## 领导

### 历任

#### 市委成立至常委会成立前
1949年9月至1950年4月
- 书记：韦国清（壮族，1949年9月-1950年1月）
- 第一副书记：许家屯（1949年9月-1950年4月）
- 第二副书记：林修德（1949年9月-1950年2月）
- 委员：许亚（1949年9月-1950年4月）、陈超凡（1949年9月-1949.12）、陆政（1949年9月-1950年4月）、张文彤（1949年9月-1950年4月）、王一平（1949年9月-1950年4月）、丁土采（1949年9月-1950年4月）

#### 常委成立至第一次党代会前
1950年4月至1956年6月
- 书记：许家屯（1950年10月-1952年10月）、许亚（195210-1956年6月）、王一平（代，1954年4月-1955年5月）
- 第一副书记：许家屯（1950.4-1950年10月）、赵峰（1953年7月-1955年10月）
- 第二副书记：张传栋（1953年7月-1956年6月）
- 副书记：许亚（1952年4月-1952年10月）、黄国璋（1958年-1956年6月）、王洪祥（1955年9月-1956年6月）
- 常委：许亚（1950年4月-1952年4月）、刘明凡（1950年4月-1952年2月）、郑重（1950年10月-1952年4月）、王一平（1950年10月-1950年12月）、吴良杰（1950年10月-1952年5月）、许振平（1950年10月-1952年4月）、雷绍典（1952年4月-1953年3月）、赵峰（1952年4月-1953年7月）、张传栋（1952年4月-1953年7月）、鲁岩（1955年12月-1956年6月）、张继中（1951年2月-1956年6月）、何萍（1955年12月-1956年6月）、谢白秋（1955年12月-1956年6月）

#### 中共福州市第三届委员会
1976年10月至1978年4月
- 书记：袁改（1976年10月-1977.12）、蔡良承（1977.12-1978年4月）
- 第一副书记：邓超（1976年10月-1978年4月）
- 副书记：柳士义（1976年10月-1976年11月）、赵宗信（1976年10月-1978年4月）、杨布（1976年10月-1978年4月）、冯锦汶（1976年10月-1978年4月）
- 常委：易冰（1976年10月-1976年11月）、彭静斋（1976年10月-11月）、陈益东（1976年10月-1978年4月）、王茂玉（1976年10月-1978年4月）、杨清（1976年11月-1978年4月）、刘洪泽（1976年11月-1978年4月）、刘毅（1977.12-1978年4月）、李玉科（1977.12-1978年4月）、郝绍（1978.2-1978年4月）

#### 中共福州市第五届委员会
1984年12月至1990年8月
- 书记：袁启彤（1984年12月-1990年4月）、习近平（1990年4月-1990年8月）
- 第二书记：洪海（1984年12月-1988.3）
- 副书记：洪永世（1984年12月-1990年8月）、金能筹（1984年12月-1990年8月）、林勤（1984年12月-1988年2月）
- 常委（书记、第二书记、副书记均为常委，略）：谭安哲（1984年12月-1985年12月）、陈增柏（1984年12月-1990年8月）、彭世柽（1984年12月-1988.5）、张建（1984年12月-1986.7）、林景华（1984年12月-1989.6）、王文贵（1984年12月-1990年8月）、孙海山（女，1984年12月-1990年8月）、潘鑫森（1985.12-1990年8月）、方庆云（1987.9-1990年8月）、陈元春（1987.9-1990年8月）

#### 中共福州市第六届委员会
（1990年8月至1995年8月:1）
- 书记：习近平（1990年8月-1995年8月）
参见：《习近平在福州》
- 副书记：洪永世（1990年8月-1993年1月）、金能筹（1990年8月-1995年5月）、赵守箴（1991年2月-1995年8月）、王文贵（1993年2月-1995年8月）、方庆云（1993年2月-1995年8月）、练知轩（1993年12月-1995年8月）
- 常委（书记、副书记均为常委，略）：陈增柏（1990年8月-1994年3月）、王文贵（1990年8月-1993年2月）、孙海山（女，1990年8月-1995年8月）、潘鑫森（1990年8月-1991年3月）、陈元春（1990年8月-1991年6月）、方庆云（1990年8月-1993年2月）、林爱枝（女，1990年8月-1995年7月）、赵文法（1991年3月-1993年12月）、左允甘（1992年12月-1995年8月）、林文斌（1993年12月-1995年8月）、练知轩（1993年12月-1995年4月）、吴文达（1993年12月-1995年8月）、苏留雷（1993年12月-1995年8月）、翁福琳（1995年4月-1995年8月）、陈向先（1995年7月-1995年8月）、卓家瑞（1995年7月-1995年8月）

#### 中共福州市第七届委员会
（1995年8月至2001年9月:2）
- 书记：习近平（1995年8月-1996年4月）、赵学敏（1996年4月-2001年3月）、何立峰（2001年3月-2001年9月）
- 副书记：赵守箴（1995年8月-2000年3月）、王文贵（1995年8月-2000年4月）、练知轩（1995年8月-2001年9月）、翁福琳（1996年2月-2001年9月）、吴文达（1997年8月-2001年9月）

## 现任常委
- 郭宁宁：市委书记
- 吴贤德：市委副书记，市人民政府市长、党组书记兼福州新区管委会主任

- 張定鋒: 市委常委，市人民政府常務副市長、黨組副書記
- 蔡亚东：市委常委、组织部部长，市总工会主席，兼任福州市行政学院院长
- 朱训志: 市委常委、政法委书记、市委依法治市办主任
- 傅藏榮: 市委常委、市纪委书记，市监委主任
- 叶仁佑：市委常委、福清市委书记
- 黄建雄：市委常委、宣传部部长、统战部部长，市政协党组副书记
- 郑彧：市委常委、秘书长、市直机关工委书记，福州市总工会主席
- 蒋敬群: 市委常委，警备区党委书记、政治委员